# Alfred Vincent
Alfred-Louis Vincent, né le 4 juin 1850 à Saint-Pétersbourg et mort à Genève le 5 juillet 1906, est un médecin et une personnalité politique suisse, membre du parti radical-libéral.

## Biographie
Fils de Jean-Louis Vincent et d'Augustine Amélie Caroline née  Schmidt, il fait des études de sciences et lettres à l’académie de Genève (1868-1870), puis de médecine à Strasbourg, à Berne (1872-1876), et à Genève (1876, doctorat à Genève en 1878). 
Établi comme médecin à Genève, il fut directeur du Bureau de salubrité (1884-1897), maître d'hygiène à l'école supérieure de jeunes filles et au collège (1883), ainsi que professeur d'hygiène à l'université (1889-1900).
En 1886, il a été élu député radical-libéral au Grand Conseil genevois où il a servi jusqu'à sa mort. Il fut président du conseil en 1884, 1889 et 1893. De 1896 à 1906, il est élu au Conseil national et au Conseil d'État (Intérieur de 1898 à 1902, Instruction publique de 1903 à 1906). Entre 1902 et 1906, il fut le premier administrateur des Chemins de fer fédéraux suisses nouvellement nationalisée.
Franc-maçon, il a été membre de la Grande Loge suisse Alpina.
Il est inhumé au Cimetière des Rois, à Genève.

## Sources
- Article Alfred Vincent dans le Dictionnaire historique de la Suisse en ligne.
- Base de données des élites suisses au XXe s